# Fadoro (Mandrehe)
Fadoro is een bestuurslaag in het regentschap Nias Barat van de provincie Noord-Sumatra, Indonesië. Fadoro telt 1746 inwoners (volkstelling 2010).